# Aleksej Savikov
Aleksej Valer'evič Savikov (in russo Алексей Валерьевич Савиков?; 8 marzo 1980) è un pentatleta russo.

## Palmarès
In carriera ha conseguito i seguenti risultati:
- Mondiali:

Pesaro 2003: argento nel pentathlon moderno staffetta a squadre.
- Europei

Drzonków 1999: bronzo nel pentathlon moderno staffetta a squadre.